# Amati Cars
Amati являла собою розкішний бренд від Mazda запланований на ранній 1992 рік. Продаж мали початись у пізньому 1993 році, кидаючи виклик Acura, Infiniti та Lexus у Північній Америці. 
Початковий ряд моделей Amati мав включати Amati 300 (який став Eunos 500/Xedos 6 в Японії та Європі), Amati 500 (який став Eunos 800 в Японії та Австралії, Mazda Millenia в США, і Mazda Xedos 9 у Європі) та розкішне спортивне купе на базі на Mazda Cosmo.
Бренд Amati урешті-решт був скасований перед як будь-які автомобілі були продані. Весь експеримент з диверсифікації брендів був завершений в середині 1990-х років.
Наступні автомобілі були заплановані на бренд Amati. Ребеджингові версії, зазначені в дужках.
- Amati 300 (Eunos 500/Xedos 6)
- Amati 500 (Eunos 800/Xedos 9/Mazda Millenia)
- Amati 1000 (Mazda Sentia)
- Неназване розкішне купе на базі Mazda Cosmo

|                   |
| Eunos 500/Xedos 6 |

|                                  |
| Eunos 800/Xedos 9/Mazda Millenia |

|              |
| Mazda Sentia |

|                         |
| Eunos Cosmo/Mazda Cosmo |